# Allan Mogensen
Allan Mogensen, född den 2 november 1967, är en dansk orienterare som blev världsmästare på klassisk distans 1993 och i stafett 1997.